# Nosema (botânica)
Nosema  é um gênero botânico da família Lamiaceae

## Espécies
| - Nosema capitatum - Nosema clausa - Nosema cochinchinense - Nosema grandiflora | - Nosema holocheilum - Nosema prunelloides - Nosema rubra - Nosema tonkinense |